# 冨岡耕児
冨岡 耕児（とみおか こうじ、1980年5月7日 - ）は、日本の元ラグビー選手。大阪府出身。現在は一般社団法人「PRAS＋」の代表理事を務る傍ら、B.LEAGUEの神戸ストークスでチームビルディングコーチを務める。

## プロフィール
- 大阪府出身[1]。
- ポジションはウィング(WTB)、フルバック(FB)。
- 身長 178cm、体重 81kg
- ニックネームはトミー[2]。
- 日本代表キャップは6。
- U19日本代表に選ばれたことがある[3]。

## 略歴
バスケットボール少年だったが、入学先の啓光学園中学校にバスケットボール部がなかったことから、ラグビー部に入部。
1999年、啓光学園高校卒業後、立命館大学に入る。
2003年、立命館大学卒業後、オーストラリアのクラブチーム「サニーバンク」に加入。
2004年、ヤマハ発動機ジュビロに加入。同年9月18日に行われたジャパンラグビートップリーグ第1節のサントリーサンゴリアス戦に先発出場で公式戦初出場を果たす。 
2009年、NTTドコモレッドハリケーンズに加入。
2010年、NTTドコモレッドハリケーンズの副将に就任した。
2012年、現役を引退した。
2025年、B.LEAGUE・神戸ストークスのチームデベロップメントコーチに就任。